# 江戸の夕映
江戸の夕映（えどのゆうばえ）は、大佛次郎による昭和28年（1953年）初演の歌舞伎の戯曲。翌昭和29年（1954年）中村登監督により映画化もされた。

## 概要
小説家・作家の大佛次郎が前年の「若き日の信長」に続いて十一代目市川團十郎（当時市川海老蔵）と菊五郎劇団のために書き下ろした新作歌舞伎。大佛は菊五郎劇団の老脇役たちを非常に愛しており、個々の登場人物があてがきされていた。昭和28年（1953年）歌舞伎座の三月大歌舞伎で初演され、翌月「オール讀物」に掲載。

## あらすじ
大政奉還成就せしめた明くる慶応4年（1868年）、旗本松平掃部の娘お登勢を許婚とする幕臣本田小六は、徳川の治世を諦めていなかった。小六は友人の堂前大吉やその愛人おりきが止めるのも聞かず、お登勢に去り状を残して函館戦争に参戦するため江戸を去った。翌明治2年（1869年）、函館戦争は榎本武揚の降伏により終結を迎えたが、いまだ小六が戻ったとの報はない。いまでは貧しく暮らしている掃部親子のもとにある日、横暴な総督府参謀の吉田逸平太が現れ、お登勢を妾にするので差し出せと強要する。掃部は逸平太を追い返すが、残忍な逸平太は諦めない。そんな折、おりきは飯倉のそばやで小六とおぼしき人物を見かける。茫然自失と変わりは果て、それとはわからなくなっていた小六の姿に動揺するおりきであったが、お登勢に会うように勧める。小六に悲願の再会を果たしたお登勢は小六の前にそっと去り状を差し出すと、声をひそめて泣きあげた。それを見た小六は去り状を破り捨てる。外では夕立がやみ、美しい秋の夕映えが江戸の町を照らすのであった（一部内容や登場人物が舞台版と映画版では異なる）。

## 映画
同戯曲を「螢草」の久板栄二郎が脚色し、「陽は沈まず」の中村登が監督を担い映画化した。中村は本作が時代劇映画初監督であった。撮影は「陽は沈まず」の生方敏夫、音楽は「噂の女」の黛敏郎が担当。市川海老蔵は本作が映画デビューであった。

## 主な配役
| 役名                   | 初演時の配役       | 映画版             | 役どころ                       |
| ---------------------- | ------------------ | ------------------ | ------------------------------ |
| 本田小六               | 九代目市川海老蔵   | 九代目市川海老蔵   | 徳川復権に熱意を燃やす旗本     |
| 堂前大吉               | 二代目尾上松緑     | 二代目尾上松緑     | 小六の友人だが現実主義的な旗本 |
| 芸者のちに踊師匠おりき | 七代目尾上梅幸     | 淡島千景           | 大吉の情婦、のちに妻           |
| お登勢                 | 七代目中村福助     | 嵯峨三智子         | 小六の許婚                     |
| 松平掃部               | 三代目市川左團次   | 三代目市川左團次   | 旗本、お登勢の父               |
| おむら                 | 二代目中村芝鶴     | 夏川静江           | 掃部の妻                       |
| お蝶                   | 大川橋蔵           | 草笛光子           | 船宿「網徳」娘                 |
| 新兵衛                 | 二代目河原崎権十郎 | 三代目尾上鯉三郎   | 「網徳」老船頭                 |
| おきん                 | 三代目尾上多賀之丞 |                    | 寺の妾                         |
| 吉田逸平太             | 七代目坂東彦三郎   | 近衛十四郎         | 総督府参謀                     |
| 醍醐光長               |                    | 七代目尾上梅幸     |                                |
| 中島恒次郎             |                    | 七代目坂東彦三郎   |                                |
| 古道具屋主人           |                    | 三代目尾上多賀之丞 |                                |
| 米つき男徳松           | 坂東光伸           | 坂東光伸           |                                |

## 主な上演歴
歌舞伎の本興行に於いては、1997年をのぞき主人公の本田小六を歴代の市川海老蔵（團十郎）が演じている。
- 1953年（昭和28年）3月・歌舞伎座（本田小六: 九代目市川海老蔵、堂前大吉: 二代目尾上松緑）
- 1959年（昭和34年）1月・新橋演舞場（同上）
- 1978年（昭和53年）9月・新橋演舞場（本田小六: 十代目市川海老蔵、堂前大吉: 初代尾上辰之助）
- 1983年（昭和68年）2月・歌舞伎座（同上）
- 1997年（平成9年）2月・歌舞伎座（本田小六: 五代目坂東八十助、堂前大吉: 四代目市川左團次）
- 2006年（平成18年）5月・歌舞伎座（本田小六: 十一代目市川海老蔵、堂前大吉: 四代目尾上松緑）
- 2011年（平成23年）7月・新橋演舞場（本田小六: 十一代目市川海老蔵、堂前大吉: 十二代目市川團十郎[5]）

## その他
なお、海野弘の時代小説に同名作品があるが関連はない。